# EM34

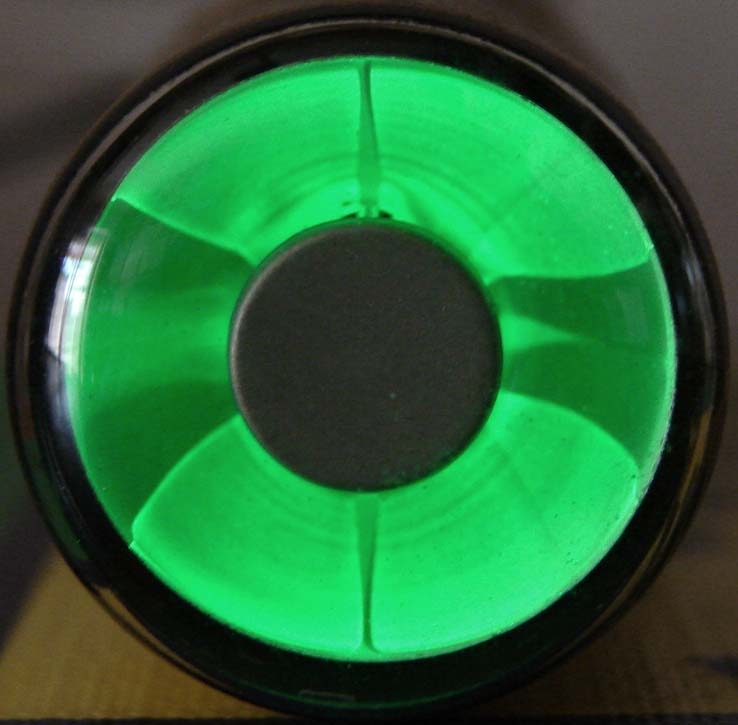
Ansicht des Leuchtschirms in Betrieb

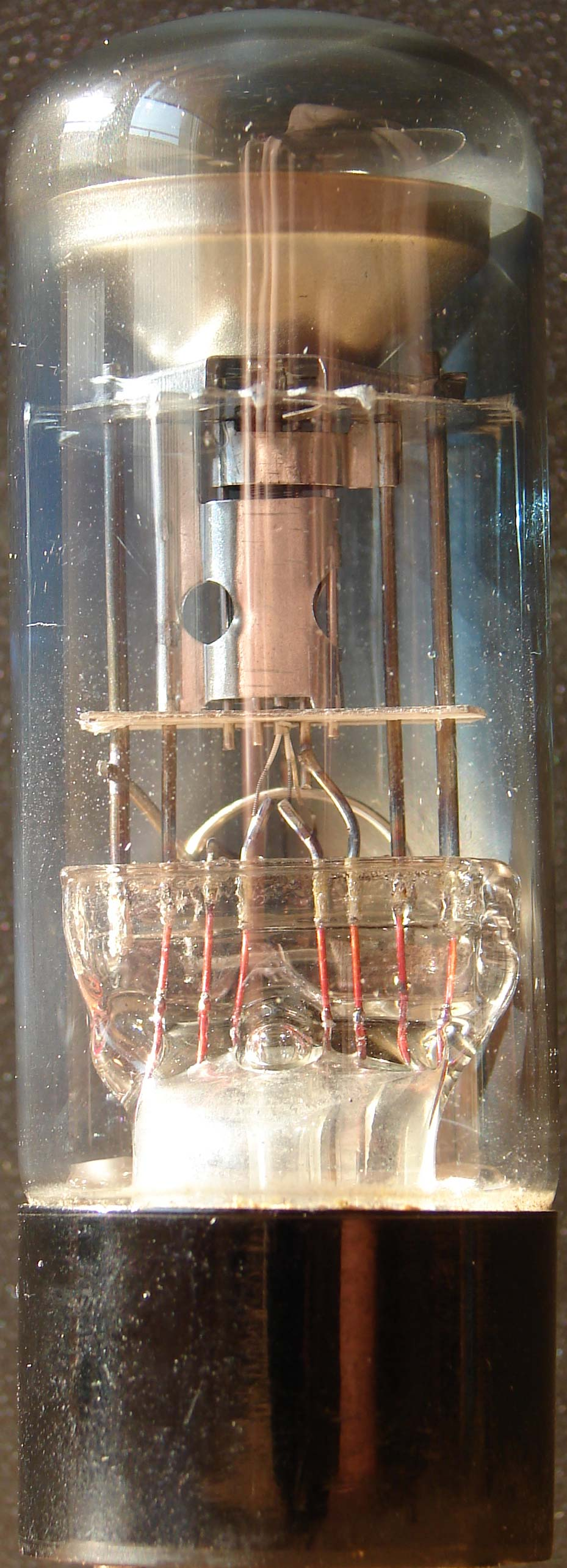
Außenansicht, die beiden unterschiedlich großen Anoden der Steuertrioden sind gut zu erkennen

Die Elektronenröhre EM34 ist eine kreisförmige Abstimmungsanzeige, ein Magisches Auge. Sie wurde in Röhrenradios verbaut, um das korrekte Einstellen des Senders zu erleichtern. Ab Mitte der 1950er Jahre setzten Radiohersteller auf die moderneren Novaltypen  EM80, EM85 (Magischer Fächer) bzw. EM84 (Magisches Band).
Eine Besonderheit dieser Type ist die mit der EM11 eingeführte asymmetrische Leuchtwinkeländerung, die durch unterschiedliche Steuertrioden in der Röhre realisiert wurde. So können mit dem empfindlichen Leuchtwinkel schwache Sender ebenso leicht korrekt abgestimmt werden wie starke mit dem weniger empfindlichen.
Die normalerweise grün leuchtende Willemitleuchtschicht erschien durch gefärbte Gläser bzw. unterschiedliche Herstellungsprozesse des Leuchtschirms bei einigen Varianten bläulich oder gelblich.
Es gab von Valvo auch eine einmalige Sonderanfertigung in größerer Stückzahl, welche statt dem üblichen Willemit-Grün einen eher bläulichen Farbton aufweist, indem dort der gleiche ZnO-Luminophor wie bei der EM84 verwendet wurde.